# Didier Philippe
 Didier Philippe  (* 28. September 1961 in Sarralbe) ist ein ehemaliger französischer Fußballspieler und aktueller Trainer.
Er arbeitete von Oktober bis zum Ende der Saison 2006/07 als Trainer beim Regionalligisten 1. FC Saarbrücken und war seit Oktober 2011 Cheftrainer beim luxemburgischen Klub F91 Düdelingen, der ihn am 13. November 2012 entließ.

## Vereine als Spieler
In seiner Aktivenzeit bekleidete Philippe die Position eines Abwehrspielers und spielte für AS Sarreguemines, US Forbach, US Laval, 1. FC Saarbrücken (12 Spiele in der 2. Bundesliga Süd, 1980/1981), FC Sochaux, FC Istres, CS Sedan, FC Martigues und Sporting Toulon.

## Vereine als Trainer
- 1. FC Saarbrücken (1. Juli 2005–29. Oktober 2006 als Co-Trainer)
- 1. FC Saarbrücken (30. Oktober 2006–3. Juni 2007 als Cheftrainer)
- F91 Düdelingen (25. Oktober 2011 – 13. November 2012)

Mit F91 Düdelingen warf er in der Saison 2012/13 in der zweiten Qualifikationsrunde zur UEFA Champions League den österreichischen Meister FC Red Bull Salzburg raus.